# Dominique Cornu
Pour les articles homonymes, voir Cornu.
Dominique Cornu (né le 10 octobre 1985 à Beveren) est un coureur cycliste belge. Il met un terme à sa carrière à l'issue de la saison 2015.

## Biographie
En 2006, Dominique Cornu est le premier Belge à remporter le championnat du monde espoirs du contre-la-montre, à Salzbourg. Il reçoit le Vélo de cristal de meilleur jeune cycliste belge de l'année.
Il commence sa carrière professionnelle l'année suivante, chez Predictor-Lotto. Porteur du maillot rose pendant une journée sur les Quatre Jours de Dunkerque, il perd sa première place avec les bonifications puis eut une pénalité de 10 secondes pour un sprint irrégulier, et termine troisième de la course. La même année, il prouve ses qualités de rouleur au niveau professionnel, terminant cinquième du Championnat de Belgique contre-la-montre, puis 11e du Championnat du monde contre-la-montre. 
L'année 2008 est une année olympique, et Cornu se concentre d'abord les épreuves sur piste. En mars 2008, il participe à l'épreuve de poursuite des championnats du monde de cyclisme sur piste à Manchester. Il prend la douzième place en battant le record de Belgique de 4 secondes, en 4 minutes 22 secondes 786. Ce résultat ne suffit cependant pas à le qualifier pour les Jeux olympiques. En août, il termine troisième des Championnats de Belgique contre-la-montre, puis participe au Tour d'Espagne, son premier grand tour. 
En août 2008, Dominique Cornu choisit de rejoindre pour 2009 l'équipe Quick Step, en compagnie de son coéquipier Dries Devenyns. Cornu obtient la troisième place dans le Tour de Belgique, en étant performant dans l'étape reine et dans le contre-la-montre final, ainsi que la troisième place du championnat de Belgique contre-la-montre.
L'année suivante, il évolue dans l'équipe Skil-Shimano. Il se met de nouveau en évidence dans le Tour de Belgique en y remportant le contre-la-montre et en terminant deuxième du classement final. Il signe en 2011 pour l'équipe australienne Pegasus Sports, mais celle-ci n'obtenant pas de licence ProTour, il rejoint finalement Topsport Vlaanderen-Mercator.

## Palmarès sur route

### Palmarès amateur
- 2003
  -  Champion de Belgique du contre-la-montre juniors
  - 1reb et 3e étapes de la Ster van Zuid-Limburg
  - 2e étape du Keizer der Juniores (contre-la-montre)
- 2004
  -  Champion de Belgique du contre-la-montre espoirs
  - 3e étape du Tour de Berlin (contre-la-montre)
  - 3e étape du Tour du Brabant flamand (contre-la-montre)
  - 2e étape du Triptyque des Barrages (contre-la-montre)
  - Grand Prix des Nations espoirs
  - 5e du championnat d'Europe du contre-la-montre espoirs
- 2005
  - 2e étape de Deux Jours du Gaverstreek (contre-la-montre)
  - Tour de Berlin :
    - Classement général
    - 3e étape (contre-la-montre)

  - 3e étape du Tour du Brabant flamand (contre-la-montre)
  -  Médaillé d'argent au championnat d'Europe du contre-la-montre espoirs
  - 3e du Duo normand (avec Jürgen Roelandts)
- 2006
  -  Champion du monde du contre-la-montre espoirs
  - Circuit Het Volk espoirs
  - Prologue du Tour de la province d'Anvers
  - 4e étape de la Ronde de l'Isard
  - Chrono des Nations espoirs
  -  Médaillé de bronze au championnat d'Europe du contre-la-montre espoirs

### Palmarès professionnel
| - 2007 - 3e des Quatre Jours de Dunkerque - 2008 - 4e étape du Tour du Cap - 3e du championnat de Belgique du contre-la-montre - 2009 - 3e du Tour de Belgique - 3e du championnat de Belgique du contre-la-montre | - 2010 - 4e étape du Tour de Belgique (contre-la-montre) - 2e du Tour de Belgique - 9e de l'Eneco Tour - 2011 - 3e du championnat de Belgique du contre-la-montre - 7e de l'Eneco Tour |  |

### Résultats sur les grands tours

#### Tour d'Italie
1 participation
- 2008 : abandon (4e étape)

#### Tour d'Espagne
1 participation
- 2008 : 46e

### Classements mondiaux
| Année                  | 2005 | 2006 | 2007 | 2008 | 2009 | 2010 | 2011 |
| ---------------------- | ---- | ---- | ---- | ---- | ---- | ---- | ---- |
| Classement ProTour     |      |      | 216e |      |      |      |      |
| Calendrier mondial UCI |      |      |      |      |      | 160e |      |
| UCI Europe Tour        | 153e | 287e |      |      |      | 121e | 728e |

## Palmarès sur piste

### Jeux olympiques
- Londres 2012
  - 9e de la poursuite par équipes

### Championnats du monde
| - Pruszkow 2009 - Médaillé de bronze de la poursuite individuelle - Apeldoorn 2011 - 6e de la poursuite individuelle - 8e de la poursuite par équipes - Melbourne 2012 - 6e de la poursuite par équipes - 7e de la poursuite individuelle | - Minsk 2013 - 7e de la poursuite par équipes - 9e de la poursuite individuelle - Saint-Quentin-en-Yvelines 2015 - 9e de la poursuite par équipes - 11e de la poursuite individuelle |

### Coupe du monde
| - 2009-2010 - 2e de la poursuite à Manchester | - 2011-2012 - 2e de la poursuite à Astana |

### Championnats d'Europe
- Cottbus 2007
  -  Champion d'Europe de poursuite individuelle espoirs
  -  Médaillé de bronze de la poursuite par équipes espoirs

### Championnats de Belgique
- Champion de Belgique de poursuite par équipes juniors : 2003 (avec Kenny De Ketele, Tim Roels et Bart Cosyn)
- Champion de Belgique de poursuite individuelle : 2006, 2007, 2010 et 2014
- Champion de Belgique de poursuite par équipes : 2007
- Champion de Belgique de la course aux points : 2012

## Distinctions
- Vélo de cristal de meilleur jeune belge en 2006
- Espoir de l'année en Belgique : 2007